# 北川晴美
北川晴美（きたがわはるみ）は日本の歌手である。1988年トライエムよりデビュー。1991年アルファレコードに移籍。その後ホッピー神山らとHoney☆KとしてPUGSを結成。ボーカルを担当する。

## ディスコグラフィー

### シングル
1. come back to me again（1988年10月21日）
  1. come back to me again
  2. 今夜の人生
2. モーニング・キス・ミー（1991年1月25日）
  1. モーニング・キス・ミー
  2. ハロー・アゲイン

### アルバム
1. FATIMA DANCING（1988年4月21日）矢口博康プロデュース
  1. MAKE ME UP
  2. HORIZON
  3. 太陽の系図
  4. 甘い退屈
  5. CACRIFICE
  6. SWEET TRAVEL
  7. BLUE SEPTEMBER
  8. 霧色の埠頭
2. ROSES（1989年4月8日）加藤和彦プロデュース
  1. みつめないで
  2. アモーレ
  3. あの頃マリー・ローランサン
  4. Come back to me again
  5. あなたはNew type
  6. 今夜の人生
  7. 瞳でキスを
  8. アフリカの夕日
  9. Sunday Afternoon
  10. 1/2の午後
3. ラブ・アンド・フラワーズ（1991年1月25日）ホッピー神山プロデュース
  1. Siesta
  2. LOVE&FLOWERS
  3. きらめきの彼方に
  4. Morning kiss me
  5. 雨音の肖像
  6. Hello again
  7. 横顔
  8. Shangrila
  9. 愛してあげたい